# عبد الحكيم إسماعيلوف
عبد الحكيم إيزاكوفيتش إسماعيلوف (الروسية: Абдулхаким Исакович Исмаилов) (بالقوموقية: Абдулгьаким Исакъны уланы Исмайиланы، رومنة: Abdulhakim İsaqnı ulanı İsmayilanı) (ولد في 1 يوليو 1916 وتوفي في 17 فبراير 2010) كان جنديًّا في الجيش الأحمر خلال الحرب العالمية الثانية التقطت له صورة من قبل يافجني خالدي وهو يرفع علم الاتحاد السوفيتي فوق مبنى الرايخستاغ في برلين في 2 مايو 1945، قبل أيام من استسلام ألمانيا النازية.
أصيب إسماعيلوف بجروح بالغة خمس مرات خلال الحرب العالمية الثانية، وهو كان من مواطني داغستان من عرقية قوموق، بما في ذلك معركة ستالينغراد، لكنه كان يعود باستمرار إلى الخطوط الأمامية. وحسب كلامه،[بحاجة لمصدر] فقد ولد في قرية أكساي، وليس كما ذُكر رسميًّا أنه من مواليد شاغار أوتار.
تم مقارنة صورة رفع العلم فوق الرايخستاغ المشهورة بصورة مشاة البحرية الأمريكية وهم يرفعون العلم في إيوجيما في حرب المحيط الهادئ. استعان المصور يافجني خالدي بثلاثة جنود سوفييت للصورة هم أليكسي كوفالييف، وهو مراهق، يحمل العلم فوق الرايخستاغ، بينما ظهر إسماعيلوف وأليكسي جورياتشيف أيضًا وهما يرفعان العلم في الصورة. ظل دور إسماعيلوف في الصورة مجهولًا حتى أشار إليه كوفالييف في فيلم وثائقي تلفزيوني عرض عام 1995. تم تكريم إسماعيلوف بطلًا لروسيا في عام 1996.
17 فبراير 2010، توفي إسماعيلوف في قريته الأصلية تشاغار أوتار في منطقة خاسافيورتوفسكي بداغستان في روسيا، عن عمر يناهز 93 عامًا.

## الجوائز والأوسمة
|  | بطل الاتحاد الروسي (19 فبراير 1996)                                             |
|  | وسام الراية الحمراء، مرتين (18 مايو 1945)                                       |
|  | وسام الحرب الوطنية من الدرجة الأولى (11 مارس 1985)                              |
|  | وسام المجد من الدرجة الثالثة (8 مارس 1945)                                      |
|  | ميدالية "الشجاعة" (12 مارس 1944)                                                |
|  | وسام جوكوف                                                                      |
|  | ميدالية "تحرير وارسو" (1945)                                                    |
|  | ميدالية "الاستيلاء على برلين" (1945)                                            |
|  | ميدالية الانتصار على ألمانيا في الحرب الوطنية العظمى 1941-1945 (1945)           |
|  | ميدالية اليوبيل "عشرون عامًا من النصر في الحرب الوطنية العظمى 1941-1945" (1965)  |
|  | ميدالية اليوبيل "ثلاثون عامًا من النصر في الحرب الوطنية العظمى 1941-1945" (1975) |
|  | ميدالية اليوبيل "أربعون عامًا من النصر في الحرب الوطنية العظمى 1941-1945" (1985) |
|  | ميدالية اليوبيل "50 عامًا من النصر في الحرب الوطنية العظمى 1941-1945" (1993)     |
|  | ميدالية اليوبيل "60 عامًا من النصر في الحرب الوطنية العظمى 1941-1945" (2004)     |
|  | ميدالية اليوبيل "إحياءً للذكرى المئوية لميلاد فلاديمير إيليتش لينين" (1969)      |
|  | ميدالية اليوبيل "50 عامًا من القوات المسلحة للاتحاد السوفيتي" (1968)             |
|  | ميدالية اليوبيل "60 عامًا من القوات المسلحة للاتحاد السوفيتي" (1978)             |
|  | ميدالية اليوبيل "70 عامًا من القوات المسلحة للاتحاد السوفيتي" (1988)             |